# Голдин, Владислав Александрович
Владислав Александрович Голдин (род. 12 мая 2001, Нальчик) — российский профессиональный баскетболист, центровой. С 2025 года выступает в НБА за «Майами Хит» по двухстороннему контракту, а также за «Сиу-Фолс Скайфорс» в G-лиге.

## Ранняя жизнь
Голдин родился в Нальчике, но вырос в Воронеже, где занимался борьбой до 15 лет, после чего перешёл в баскетбол. Выступал за СДЮСШОР № 9 и молодёжную команду ЦСКА (ЦСКА-Юниор, ЦСКА-2) до 2020 года.

## Школа и юниорская карьера в США
Учился в Putnam Science Academy (Коннектикут), где получил статус четырёхзвёздочного рекрута и подписал письмо о намерениях с Texas Tech.

## Колледж

### Texas Tech (2020–2021)
В сезоне 2020/21 сыграл 10 матчей, в среднем набирая 1,9 очка и 1 подбор.

### Florida Atlantic (2021–2024)
В дебютном сезоне за FAU набирал 6,8 очка и 4,9 подбора. В 2022/23 его средние показатели выросли до 10,2 очка, 6,5 подбора и 1,2 блок-шота; он помог команде выйти в «Финал четырёх» NCAA. В 2023/24 сезоне — 15,7 очка, 6,9 подбора, 1,6 блок-шота, включён во вторую сборную конференции AAC.

### Michigan (2024–2025)
Весной 2024 года последовал за тренером Дасти Мэем в «Мичиган Волверинз». В сезоне 2024/25 набирал 16,6 очка и 7 подборов, был включён в первую сборную Big Ten и признан MVP турнира конференции.

## Профессиональная карьера
После того как не был выбран на драфте НБА 2025 года, 26 июня подписал двухсторонний контракт с «Майами Хит». Летом дебютировал в Летней лиге НБА.

## Сборная
Выступал за юниорские сборные России на чемпионате Европы U18 и чемпионате мира U19.